# Navajún
Navajún es un municipio y localidad de la comunidad autónoma española de La Rioja, ubicado en la comarca de Cervera y en la Rioja Baja. Es conocido mundialmente por su mina de pirita, explotada para la venta del mineral con fines ornamentales. 

## Historia
La primera mención de su nombre aparece en 1381, con motivo de las donaciones de Enrique de Trastámara en favor del caballero navarro Juan Ramírez de Arellano por el apoyo en la lucha contra Pedro I de Castilla. Es en este contexto en el cual se la nombra en el Diccionario geográfico-histórico de La Rioja escrito por Ángel Casimiro de Govantes en el año 1846, donde Navajún aparece mencionado como una aldea perteneciente a Aguilar del río Alhama, que fue cedida junto con esta localidad a Ramírez de Arellano, señor de Cameros, en el año 1381, por el rey Juan II como recompensa por sus aportaciones.
En el Diccionario geográfico-estadístico-histórico de España y sus posesiones de Ultramar de Pascual Madoz, publicado entre los años 1845 y 1850, se dice que Navajún tenía entonces 76 casas distribuidas en cuatro calles, la del ayuntamiento y cárcel y una escuela de primeras letras a la que acudían de 20 a 30 niños. Habla también de dos fuentes de aguas sulfuradas, a las cuales iban personas de distintos lugares a bañarse por sus propiedades curativas. Producía trigo, cebada, centeno y avena. Se criaba ganado lanar y un poco de cabrío y había caza de perdices y tordas. Tenía entonces 66 vecinos y 284 almas.
Hasta 1842 se denominaba Navajón.[cita requerida]
En el año 1965 fue descubierto en la localidad un yacimiento de piritas, cuyo producto por sus características se ha convertido en un referente del coleccionismo y la mineralogía.

## Geografía humana

### Demografía
Cuenta con una población de 8 habitantes (INE 2024).
| Gráfica de evolución demográfica de Navajún entre 1842 y 2021                                                                                                |
| |
| Población de derecho según los censos de población del INE Población de hecho según los censos de población del INEEn este censo se denominaba Navajón: 1842 |

## Administración
| Periodo   | Nombre              | Partido |
| --------- | ------------------- | ------- |
| 2015-2019 | Blas Fernández Laya | PSOE    |
| 2019-2023 | Eloy Ruiz Miguel    | PSOE    |

## Economía
Evolución de la deuda viva
El concepto de deuda viva contempla sólo las deudas con cajas y bancos relativas a créditos financieros, valores de renta fija y préstamos o créditos transferidos a terceros, excluyéndose, por tanto, la deuda comercial.
Entre los años 2008 a 2014 este ayuntamiento no ha tenido deuda viva.

## Comunicaciones
Navajún pertenece a la Mancomunidad Alhama-Linares, y es uno de los pueblos más meridionales de la Rioja Baja. Se accede bien por la N-113 o por la N-232 a partir de la LR-123, por la LR-284, y finalmente por la LR-490, que la une con la localidad vecina de Valdemadera.

## Lugares de interés

### Arquitectura religiosa

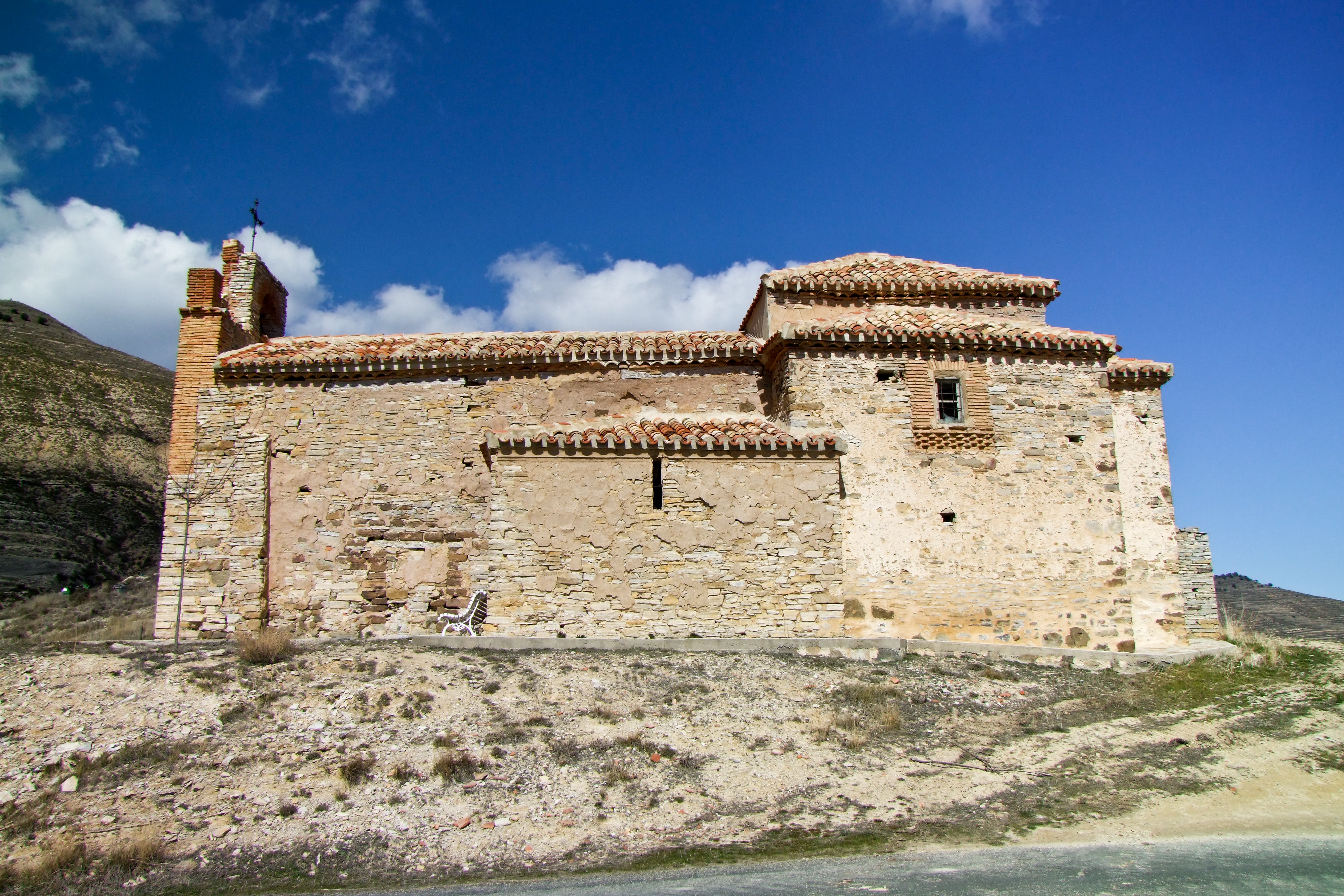
Ermita de Santa María de Atisca.

- Iglesia parroquial de San Blas. Se calcula que fue construida en la primera mitad del siglo XVI. La torre fue levantada en la primera mitad del XVII y su cuerpo alto, barroco del siglo XVIII.
- Ermita de Santa María de Atisca. Edificio barroco del siglo XVII, se encuentra en la actualidad en un mal estado de conservación.

### Mina de pirita

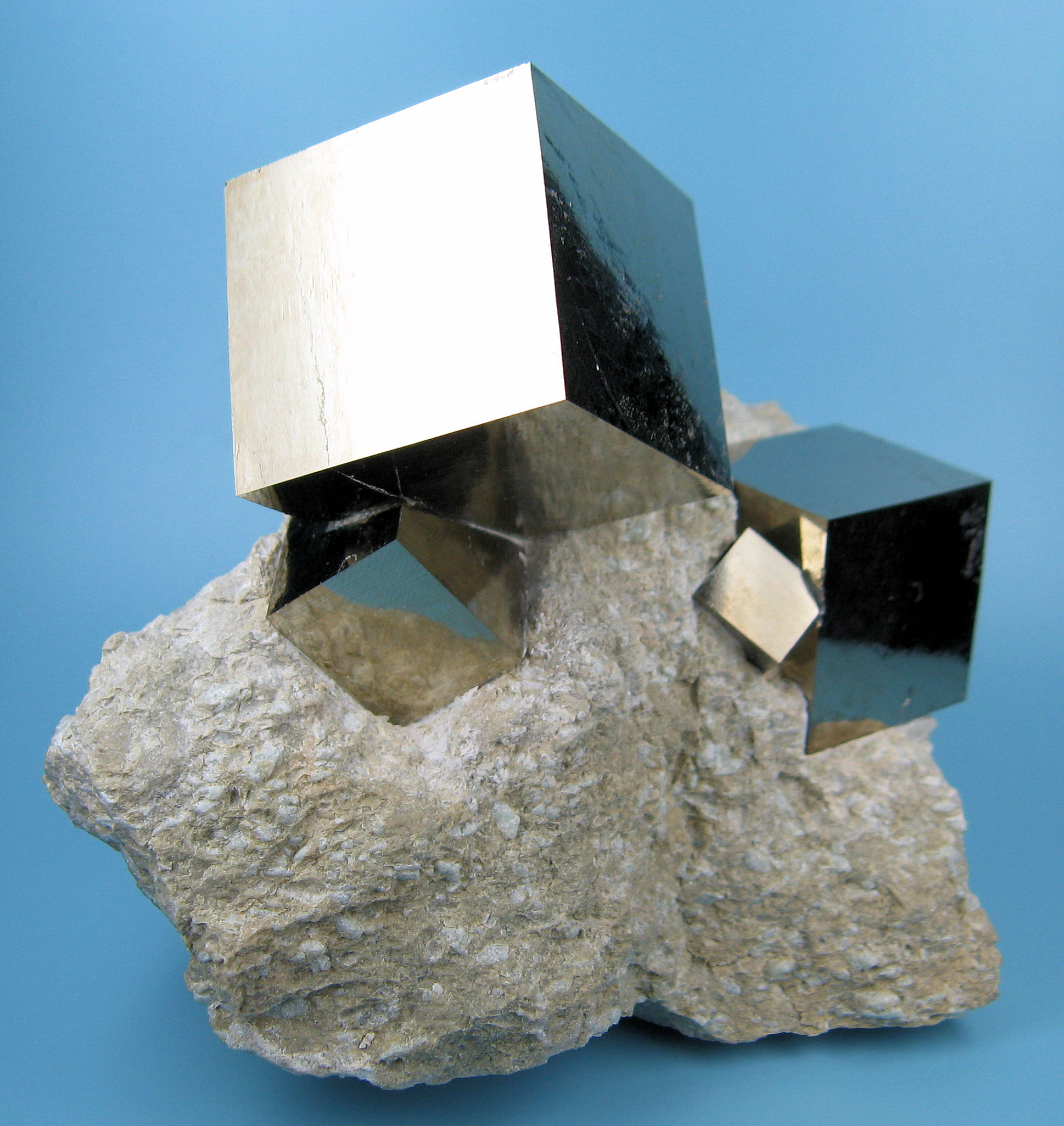
Ejemplar de pirita extraído en la mina de Navajún (Medidas: 95 mm x 78 mm; cristal principal: 31 mm de arista. Peso 512 g)

Navajún es uno de los pocos municipios que cuenta con una mina de pirita en explotación. Esta no tiene fines industriales, sino que se explota por la perfección de las piezas que se obtienen. De hecho, están presentes en todos los museos  del mundo que cuentan con una colección de minerales, y también entre los coleccionistas particulares. Para cristales de morfología cúbica, los ejemplares extraídos en Navajún se consideran los mejores del mundo.
Fue descubierta en el año 1960 por el minero Pedro Ansorena, mientras realizaba unos trabajos para la Real Compañía Asturiana de Minas. Se han descubierto desde entonces en tres capas situadas a diferentes niveles, habiéndose trabajado sólo en las dos primeras.

## Fiestas
- San Blas, el 3 de febrero
- Virgen de Atisca, el domingo después del 15 de agosto.
- Virgen de Septiembre, el 8 de septiembre